# Конго (филм)
Конго (енгл. Congo) амерички је научнофантастични пустоловни филм из 1995. године, уз неке елементе хорор филма, заснован на истоименом роману Мајкла Крајтона из 1980., у режији Френка Маршала. У главним улогама су Лора Лини, Дилан Волш, Ерни Хадсон, Грент Хеслоу, Џо Дон Бејкер и Тим Кари.
Након што један тим нестане у афричком Конгу, за њима је послат други тим на челу са бившим оперативцем ЦИА. Група, у којој је и горила која говори, убрзо открива гнев џунгле.

## Радња
Америчка компанија TraviCom послала је експедицију у дубине екваторијалне Африке. Они траже нову врсту дијаманта за употребу у микроелектроници. Током комуникацијске сесије са штабом путем сателитске видео везе, путнике нападају непозната чупава створења која брзо и немилосрдно убијају све чланове експедиције.
Нова екипа се шаље у потрагу. Укључује запослену TraviCom-а др. Керен Рос (Лора Лини), која жели да пронађе свог вереника Чарлса (Брус Кембел), сина власника TraviCom-а Тревиса (Џо Дон Бејкер). Она се придружује истраживачу понашања примата из УЦ Беркли Питеру Елиоту (Дилан Волш), који постиже изузетан напредак у својим експериментима са горилом Ејми. Он успева да постави сложен систем који горилин знаковни језик претвара у глас и постаје могућа комуникација са мајмуном. Пошто горилу муче ноћне море, Питер и његов помоћник Ричард (Грент Хаслов) желе да врате Ејми назад у њену домовину. Спонзор постаје сумњив момак, богати Румун по имену Херкемер Хомолка (Тим Кари).
Стигавши у Африку, они формирају пуноправну експедицију, којој се придружују Мунро Кели (Ерни Хадсон), водич, и његов пријатељ Каега (Адевале Акинује-Агбаје). Експедиција савладава разне препреке на путу: напад нилских коња на реку, пуцање на авион током инвазије на ваздушни простор Републике Конго. Успут се испостави да Мунро познаје Хомолку и да га је извукао из џунгле када је тражио изгубљени град Зињ, у којем су се наводно налазили чувени рудници краља Соломона. Истовремено, Хомолка уз помоћ разних чињеница (древни прстен, фотографија Ејми са њеним цртежом) доказује да је горила Ејми видела град Зињ и да ће их тамо водити. Мунро је скептичан према овоме, верујући да град не постоји. Међутим, експедицији је много питања поставио члан нестале експедиције коју је пронашло племе Духова, који дивље вришти и умире од погледа на Ејми.
Стигавши у изгубљени град, откривају остатке логора, али нема тела. И убрзо се појављују стални становници града - сиве гориле, који убијају Ричарда и неколико носача. Експедиција поставља преноћиште у близини града и издржава напад горила. Хомолка, који је приметио поновљене хијероглифе на зидовима кућа, преводи шта они значе - „Ми вас посматрамо“ (Петер се касније присећа ове фразе, рекавши да су то речи тренера и ментора). Сутрадан, када сви покушавају да изађу из града, сазнају његову историју из зидних фресака. У настојању да заштите руднике, Соломонови људи су кротили сиве гориле да убијају странце, бирали их због њихове агресивности и охрабривали их. А онда су гориле напале своје власнике, а град је био празан и нестао. У овом тренутку долази до земљотреса који сигнализира буђење оближњег вулкана. Тражећи излаз, група случајно наилази на рудник пун пећина - настамби сивих горила. Избезумљен од среће, Хомолка скупља лежеће дијаманте и покушава да побегне. Гориле га убијају, као и Каега и већину чланова експедиције. У међувремену, Карен и Питер проналазе Чарлија и остатак експедиције мртве. Преживели Мунро покушава да узврати пуцању на гориле, извештавајући да му понестаје муниције. Карен проналази ласер који је Чарли тестирао и убацује дијамант у њега. У међувремену, гориле зграбе Питера и спремају се да га растргну на комаде када Ејми трчи у руднике и спасава га. Карен пуни ласер и отвара пут ватром. Чим напусте руднике, вулкан почиње да еруптира. Рудници су преплављени лавом, потпуно уништавајући пећине и њихове становнике. Снажна потреса уништавају град.
Отрчавши на безбедну удаљеност, Карен каже Монроу да припреми балон пронађен међу олупинама трећег експедиционог авиона. Сама Карен контактира Тревиса. Током дијалога, испоставља се да је Тревис више забринут за пронађене дијаманте, а не за судбину свог сина. Као одмазду, Карен користи ласер да уништи комуникациони сателит. Питер се опрашта од Ејми, која одлази код „добрих горила” које је раније упознала. Преживели трио одлете у балону на врући ваздух. Коначно, Карен извлачи дијамант из ласера и тражи од Питера да га баци, што он и чини.